# 37 Девы
37 Девы (лат. 37 Virginis), HD 111765 — одиночная звезда в созвездии Девы на расстоянии приблизительно 559 световых лет (около 171 парсек) от Солнца. Визуальная звёздная величина звезды — +6,012m.

## Характеристики
37 Девы — оранжевый гигант спектрального класса K0, или K2III, или K4III. Масса — около 2,451 солнечной, радиус — около 24,287 солнечного, светимость — около 153,722 солнечной. Эффективная температура — около 4703 K.

## Планетная система
В 2019 году учёными, анализирующими данные проектов Hipparcos и Gaia, у звезды обнаружена планета HIP 62757 b.